# Flyright Records
Flyright Records ist ein einflussreiches Britisches Plattenlabel, das im Jahre 1970 von Mike Ledbitter und Bruce Bastin gegründet wurde und bis heute betrieben wird. Es ist darauf spezialisiert, ursprünglich als Schellackplatte herausgebrachte oder bis dahin unveröffentlichte Blues- und Jazzaufnahmen aus der Vor- und Nachkriegszeit (Zweiter Weltkrieg) wiederzuveröffentlichen, gibt jedoch daneben auch Aufnahmen zeitgenössischer Künstler heraus.
Musiker, deren Aufnahmen bis zum heutigen Tag auf Flyright CDs erhältlich sind, sind beispielsweise Mississippi John Hurt, Champion Jack Dupree, The Del-Vikings, Gabriel Brown, Five Red Caps, Cecil Gant, Sam Chatmon, Frank Hovington, Ink Spots, Pete Seeger, Ralph Sutton, Harry James, Wingy Manone und The Five Blind Boys Of Alabama.